# Quinipissa
Quinipissa, pleme Muskhogean Indijanaca, srodno Choctawima, naseljeno u drugoj polovici 17. stoljeća na zapadnoj obali Mississippija nedaleko današnjeg New Orleansa u Louisiani. Quinipisse prvi otkriva 1682. francuski istraživač LaSalle. Četiri godine spominje ih  'Otac Arkansasa'  Henri de Tonti (1649–1704) u vezi mira koji su sklopili. Već pred samo 18. stoljeće, prema d'Ibervilleu, oni su identični s Mugulashama. Ovdje ga ispravlja guverner francuskog Teritorija Louisiane, sieur de Sauvolle, da nisu identični, nego da su se udružili s Mugulashama. U svibnju 1700., ubrzo nakon druge d'Ibervilleove posjete, Mugulashe koji su živjeli u istom gradu s Bayogoula Indijancima, napadnuti su od istih Bayogoula, u kojem ih je oko 200 pobijeno. Nakon ovog pokolja prestaje i spominjanje Quinipissa. Njihov broj procjenjuje se da je iznosio oko 400 - 500. 

## Vanjske poveznice
- History of the Quinipissa Tribe  Arhivirana inačica izvorne stranice od 12. kolovoza 2007. (Wayback Machine)